# 阜寨镇
阜寨镇，是中华人民共和国陕西省咸陽市兴平市下辖的一个乡镇级行政单位。

## 行政区划
阜寨镇下辖以下地区：
马阜村、南马村、何孔村、塔耳村、高王村、张耳村、南佐村、南八一村、北八一村、新兴村、永恒村、段家村、新丰村、小寨村、陈南村、陈皮村、马坊村、侯村、湾里村、贾赵村、三田村、马南村、马北村、苖家村和韩家村。